# Gīlaklū
Gīlaklū (persiska: گيلكلو, گُل گُلی) är en ort i Iran.   Den ligger i provinsen Kurdistan, i den nordvästra delen av landet, 300 km väster om huvudstaden Teheran. Gīlaklū ligger 1 702 meter över havet och antalet invånare är 442.
Terrängen runt Gīlaklū är huvudsakligen en högslätt. Gīlaklū ligger nere i en dal. Runt Gīlaklū är det ganska tätbefolkat, med 58 invånare per kvadratkilometer. Närmaste större samhälle är Shūrāb-e Ḩājjī, 17,3 km söder om Gīlaklū. Trakten runt Gīlaklū består i huvudsak av gräsmarker.